# Makelaarsbruggetje
Het Makelaarsbruggetje (brug 105) is een vaste brug in Amsterdam-Centrum.
De voetgangersbrug is gelegen in het verlengde van de Sint Barberenstraat en voert over de Oudezijds Voorburgwal. De brug dateert uit 1893 toen tabaksmakelaar Frederik (Frits) Olie hier op eigen initiatief een brug liet bouwen. Hij wilde een kortere route tussen de kantoren van tabakshandelaren staande aan de oneven zijde van de Oudezijds Voorburgwal en de tabaksveiling, dan gehouden in Frascati aan de Nes (de Sint Barberenstraat leidt naar de Nes). Olie en zijn collegae moesten zelf de brug betalen, onderhouden en vrijhouden voor voetverkeer. Ze betaalden verder jaarlijks huur aan de gemeente Amsterdam voor het in gebruik hebben van de grond en het wateroppervlak waar de pijlers in stonden. De brug kreeg een apart uiterlijk; ze ligt relatief hoog boven het water omdat er ten tijde van de aanleg nog scheepvaartverkeer onderdoor moest kunnen. Tegelijkertijd liggen hier de walkanten vrij laag, daarom kreeg de brug aan beide zijden een aantal traptreden. De gemeente nam de brug in 1907 over van de tabakshandelaar. 
De brug heeft diverse renovaties ondergaan. In eerste instantie was de gehele brug van gietijzer met houten planken. Niet alleen de liggers en balustrades waren van gietijzer, maar ook de brugpijlers en dat is vrij zeldzaam. In 1991 was de brug dermate versleten dat een grote renovatie nodig was. Het werd toen verstandig geacht de overspanning en leuningen uit tevoeren in staal. De overige delen konden worden hergebruikt en bleven ongewijzigd. Door deze herstelwijze kon de brug in 2001/2002 benoemd worden tot rijksmonument. In 2014 was een volgende opknapbeurt noodzakelijk.
De naam is een vernoeming naar de tabaksmakelaars. De overspanning  kreeg als officieuze benamingen ook 'Tabaksbruggetje' en 'Brug der Tabakieten' mee.

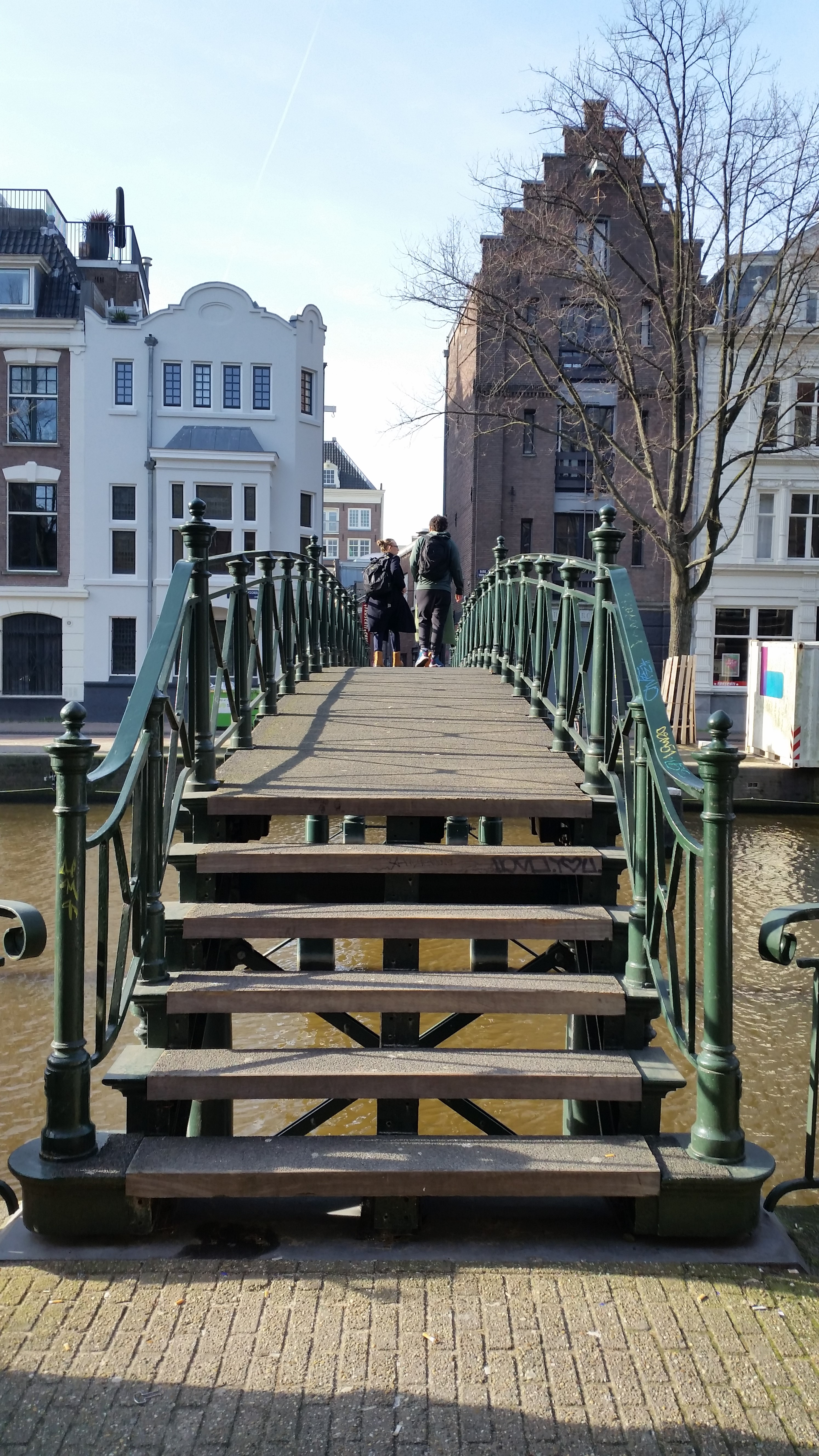
Makelaarsbruggetje in februari 2019

<<< · 100 · 101 · 102 · 103 ·  105 · 106 · 107 · 108 · 109 ·  110 · 111 · 112 · 113 · 114 · 115 · 116 · 117 · 118 · 119 · 120 · 121 · 122 · 123 · 124 · 125 · 126 · 127 · 128 · 129 · 130 · 131 · 132 · 135 · 136 · 137 · 138 · 139 · 140 · 141 · 142 · 143 · 144 · 145 · 146 · 147 · 148 · 149 ·  150 · 151 · 152 · 155 · 156 · 159 · 160 · 161 · 162 · 163 · 164 · 165 · 166 · 167 · 168 · 169 ·  170 · 171 · 172 · 173 · 174 · 175 · 176 · 177 · 178 · 179 · 180 · 181 · 182 · 183 · 184 · 185 · 186 · 187 · 189 · 190 · 191 · 192 · 193 · 194 · 195 · 196 · 198 · 199 · >>>
Brugnummers 104, 133, 134, 153, 154, 157, 158, 188 en 197 zijn niet (meer) in gebruik.